# Cheikh Diba
Cheikh Diba, né le 22 août 1978 à Dakar, est un homme politique sénégalais.
Il est le ministre des Finances et du Budget du Sénégal depuis le 5 avril 2024.

## Biographie
Cheikh Diba naît le 22 août 1978 à Dakar.
Il obtient un baccalauréat scientifique en 1999 et est diplômé de Université Paris-I-Panthéon-Sorbonne et breveté de l’école nationale d'administration[Laquelle ?] (ENA).
Il a été ingénieur en planification économique grâce à son diplôme à l’école nationale d'économie appliquée (ENEA), maître de sciences de l'économie à la faculté des sciences économiques et de gestion (FASEG) de l’université Cheikh-Anta-Diop (UCAD), conseiller en planification grâce à son diplôme à l’institut africain de développement économique et de planification (IDEP), ingénieur statisticien économiste, inspecteur des impôts et des domaines et conseiller technique du directeur général du budget.
De mai 2022 à avril 2024, il est directeur de la programmation budgétaire.
Depuis le 5 avril 2024, il est le ministre des Finances et du Budget du Sénégal. 